# Komitas

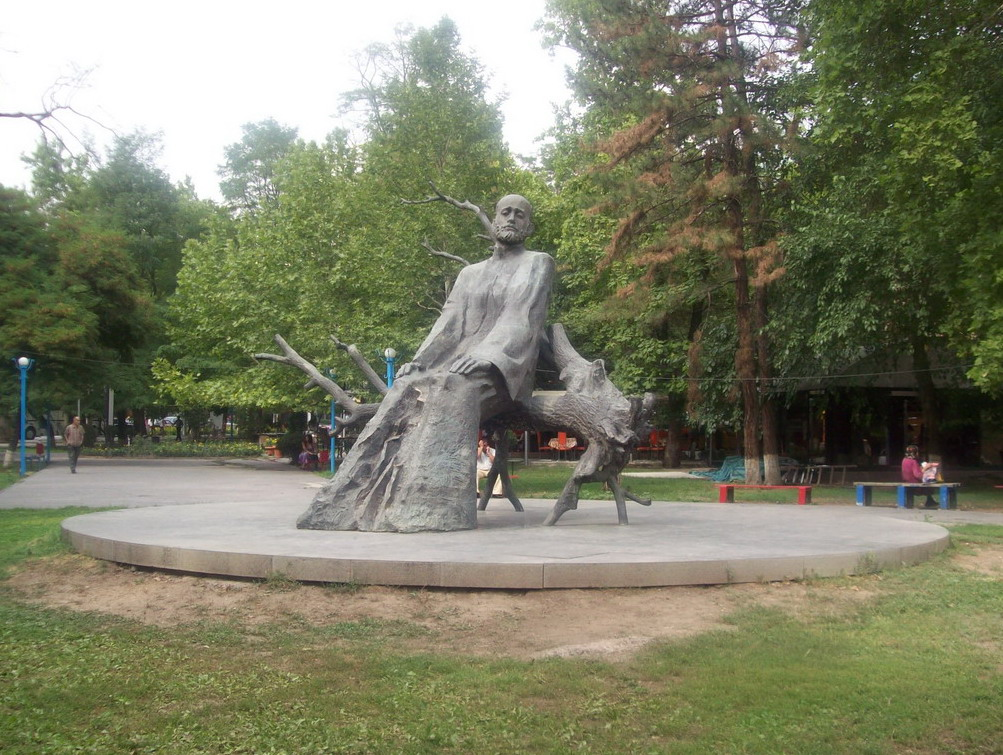
Staty av Komitas vid Komitas statliga musikkonservatorium i Jerevan, skapad av Ara Harutiunjan

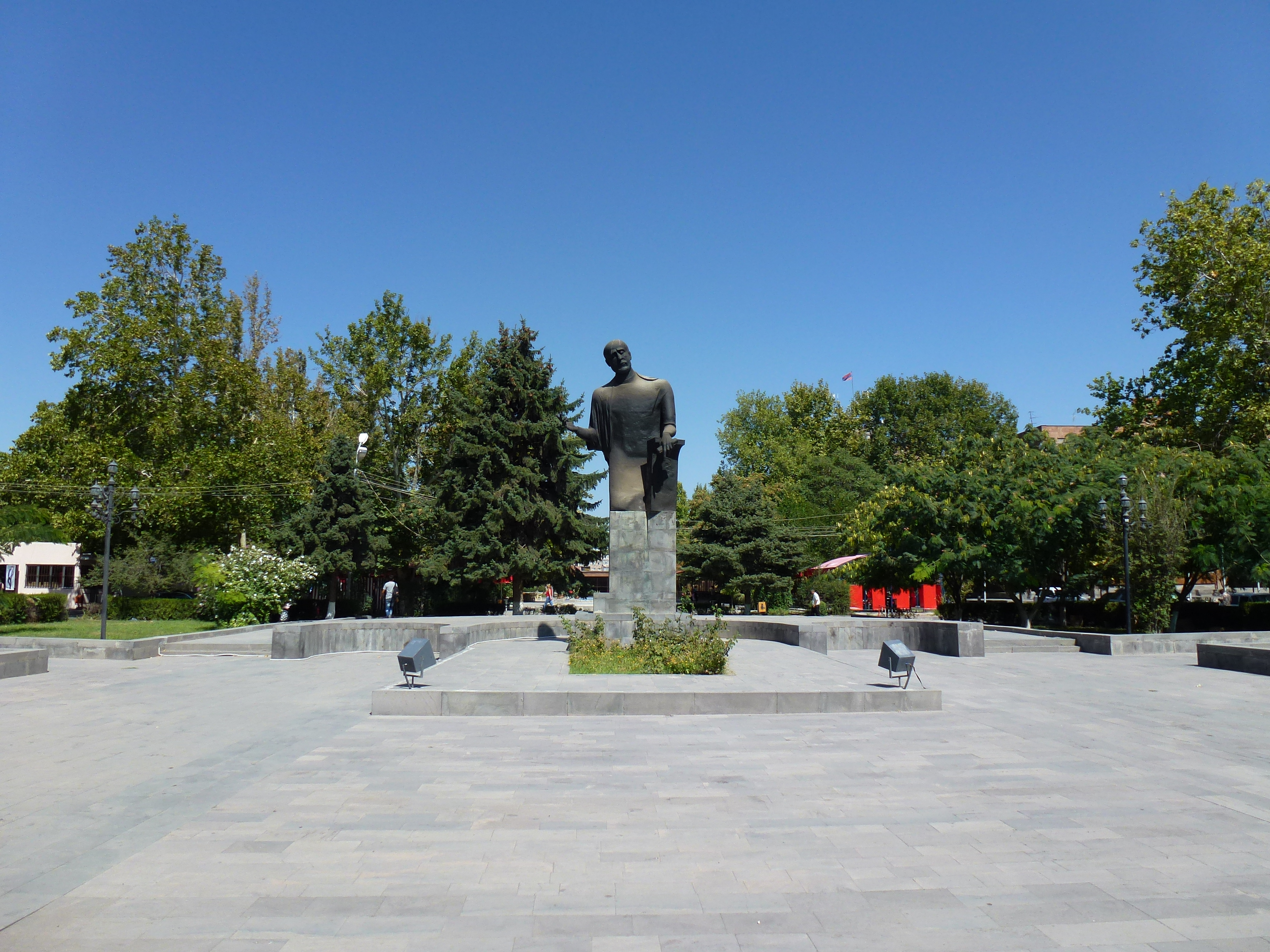
Staty av Komitas i Etjmiadzin, skapad av Ervand Kotchar (1899–1979)

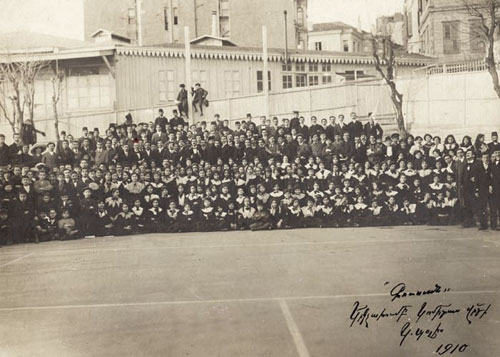
Komitass Gusankör, 1910

Soghomon Soghomonjan (armeniska: Սողոմոն Սողոմոնյան), prästvigd och vanligen kallad Komitas, född 26 september 1869 i Kütahya i det Osmanska riket, död 22 oktober 1935 i Paris i Frankrike, var en armenisk präst, sångare, arrangör och tonsättare. Han anses som fader till den armeniska nationella musiken.
Komitas var född Soghomon Soghomonjan som enda son till armeniska, men turkisktalande, föräldrar. Modern dog 1870, sex månader efter Komitas födelse. Fadern dog 1880, varefter Komitas adopterades av en farbror. Hösten 1881 togs han vid tolv års ålder om hand av den lokale biskopen som arrangerade att han som lovande sångare fick utbildning i Gevorgianseminariet i Etjmiadzin. Efter prästvigning 1895 studerade han musik på Humboldtuniversitetet i Berlin, varefter han utnyttja sin västerländska utbildning för att bygga upp en armenisk musikstil. Han samlade in och transkriberade fler än 3 000 armeniska folkmusikstycken, varav mer än hälften senare har förlorats. Vid sidan av armeniska folksånger visade han också intresse för andra kulturers musik och publicerade 1903 den första samlingen någonsin av kurdisk folkmusik. Hans kör framförde armenisk musik i många europeiska städer och prisades av bland andra Claude Debussy. Komitas bosatte sig i Konstantinopel 1910 för att undslippa förföljelse av ultrakonservativa präster i Etjmiadzin och för att introducera armenisk folkmusik till en vidare publik. 
Under det armeniska folkmordet arresterades och deporterades Komitas den 24 april 1915 tillsammans med hundratals andra armeniska intellektuella till ett fängelseläger i Çankırı av den ottomanska regimen. Han frisläpptes efter en kort tid efter interventioner av bland andra den turkiska författarinnan Halide Edib Adıvar. Efter att ha bevittnat grymhet och massakrer på andra armenier av ottomanturkarna bröt dock Komitas mentalt ihop i en svår grad av posttraumatiskt stressyndrom. Han vistades först på ett sjukhus i Konstantinopel till 1919 och därefter på ett mentalsjukhus i Villejuif i Paris i Frankrike, där han tillbringade sina sista år i dåligt tillstånd.